# Villarmeriel
Villarmeriel es una localidad del municipio de Quintana del Castillo, en el extremo norte de la comarca de La Cepeda, en el centro de la provincia de León. Se accede a través de la carretera LE-451.
La iglesia está dedicada a La Asunción.
Confina con las siguientes localidades:
- Al norte con Ponjos.
- Al este con San Feliz de las Lavanderas.
- Al sur con Castro de Cepeda.
- Al suroeste con Quintana del Castillo.

## Evolución demográfica[2]
| 2000 | 2001 | 2002 | 2003 | 2004 | 2005 | 2006 | 2007 | 2008 |
| 64   | 65   | 61   | 60   | 57   | 54   | 50   | 48   | 48   |

| 2009 | 2010 | 2011 | 2012 | 2013 | 2014 | 2015 | 2016 | 2017 |
| 46   | 46   | 42   | 42   | 39   | 39   | 42   | 43   | 40   |

## Historia
Así describía Pascual Madoz, en la primera mitad del siglo XIX, a Villarmeriel en el tomo XVI del Diccionario geográfico-estadístico-histórico de España y sus posesiones de Ultramar:

Lugar en la provincia de León (7 leguas), partido judicial y diócesis de Astorga (4), audiencia territorial y capitanía general de Valladolid (27), ayuntamiento de Sueros. Situado en una ladera; su clima es frío, pero sano. Tiene 34 casas; escuela de primeras letras dotada con 200 reales a que asisten 15 niños de ambos sexos; iglesia parroquial (Santa María) servida por un cura de ingreso y presentación del concejo y vecindario; y una fuente de muy buenas aguas. Confina con Ponjos, San Félix, Castro y Quintana. El terreno es de mediana calidad. Los montes están cubiertos de brezo y urz. Hay un camino que dirige al Bierzo además de los locales; recibe la correspondencia de Astorga. Producciones: centeno, lino, patatas y pastos; cría ganados y alguna caza. Industria: molinos harineros. Comercio: extracción de leña y carbón de brezo, e importación de granos. Población: 33 vecinos, 180 almas. Contribución: con el ayuntamiento.
Pascual Madoz.